# Deshler (Ohio)
Pour les articles homonymes, voir Deshler.
Le village de Deshler est situé dans le comté de Henry, dans l’État de l’Ohio, aux États-Unis. Sa population s’élevait à 1 799 habitants lors du recensement de 2010, estimée à 1 730 habitants en 2017.

## Source
- (en) Cet article est partiellement ou en totalité issu de l’article de Wikipédia en anglais intitulé « Deshler, Ohio » (voir la liste des auteurs).